# Wirpirk av Tengling
Wirpirk av Tengling, var en hertiginna av Böhmen, gift med hertig Konrad I av Böhmen. Hon var dotter till adelsmannen Sieghard av Tengling och Bilihildy (Pilihild). Hennes vigsel ägde rum 1054. Hon fick två söner. 
Hennes make byggde gradvis upp en maktbas i Mähren, vilket orsakade en konflikt med kung Vratislav, som belägrade Brno 1091. Hon framträdde vid ett berömt tillfälle inför Vratislav på eget initiativ och utan Konrads vetskap för att medla om fred. Året därpå blev maken monark, men bara för en kort tid.  